# Desetina (porez)
Desetina (eng. tithe, fr. dime, njem. Zehnt), porez koji su srednjovjekovni kmetovi davali državnoj ili vjerskoj instituciji. Označava davanje desetine svoje žetve, plodova, novčanih prihoda i sl. Osobito je popularna bila u Engleskoj nakon uvođenja Anglikanske Crkve, ali i u njemačkim protestantskim državama. U 19. stoljeću ukinuta je kao obvezno davanje, ali je zadržana mogućnost dragovoljnog crkvenog poreza kojeg vjernici plaćaju u svim europskim državama, pa tako i u Hrvatskoj.